# Істереккаси
Істерекка́си (рос. Истереккаси, чув. Истереккасси) — присілок у складі Маріїнсько-Посадського району Чувашії, Росія. Входить до складу Октябрського сільського поселення.
Населення — 109 осіб (2010; 114 у 2002).
Національний склад:
- чуваші — 100 %